# Liste der Wahlkreise und Stadtteile Windhoeks
Diese Liste der Wahlkreise und Stadtteile Windhoeks gibt eine Übersicht über die Wahlkreise und Ortsteile der namibischen Hauptstadt Windhoek.

## Wahlkreise

Wahlkreise der Hauptstadtregion Khomas

Wahlkreise spielen bei der allgemeinen Wählerregistrierung und den Regionalratswahlen eine Rolle. Sie haben keinen weiteren verwaltungstechnischen Status. Das eigentliche Stadtgebiet von Windhoek, bis zur Erweiterung von 2012, umfasst neun Wahlkreise. Der umliegende Wahlkreis wurde durch Eingemeindung teilweise zu städtischem Gebiet erklärt.
Die Liste gibt Auskunft über folgende Punkte:
- Wahlkreis: Nennt den Namen des Wahlkreises und ISO-Code.
- Fläche: Gibt die Fläche des Bezirkes in Quadratkilometern an.[4]
- Einwohner: Gibt die Bevölkerungszahl des Bezirkes an (Stand Volkszählung 2023).
- Bevölkerungsdichte: Nennt die durchschnittliche Zahl der Einwohner pro Quadratkilometer im Bezirk.
- Wahlkreisleiter: Nennt den Namen des Wahlkreisleiter, das in der Regionalverwaltung von Khomas einen Sitz hat, und dessen Partei.

| Wahlkreis                       | Fläche (km²) | Einwohner | Bevölkerungsdichte (Einwohner/km²) | Wahlkreisleiter            |
| ------------------------------- | ------------ | --------- | ---------------------------------- | -------------------------- |
| Katutura-Zentral NA.KH.KC       | 2,5          | 30.557    | 12.223                             | Vezemba Katjaimo (SWAPO)   |
| Katutura-Ost NA.KH.KE           | 4,4          | 22.940    | 5.213                              | Richard Gaoseb (SWAPO)     |
| Khomasdal NA.KH.KN              | 23,5         | 67.200    | 2.859                              | Samuel Angolo (SWAPO)      |
| Moses ǁGaroëbKlicklaut NA.KH.MG | 32,4         | 68.932    | 2.127                              | Aili Venonya (SWAPO)       |
| Samora Machel NA.KH.SM          | 20,3         | 92.500    | 4.557                              | Nestor Kalola (SWAPO)      |
| John Alfons Pandeni 1 NA.KH.SO  | 3,1          | 25.500    | 8.226                              | Shaalukeni Moonde (SWAPO)  |
| Tobias Hainyeko NA.KH.TH        | 18,5         | 67.067    | 3.625                              | Christopher Likuwa (SWAPO) |
| Windhoek-Ost NA.KH.WE           | 219          | 30.054    | 137,2                              | Brian Black (IPC)          |
| Windhoek-West NA.KH.WW          | 208          | 59.907    | 288                                | Emma Muteka (SWAPO)        |
| Windhoek-Land 2 NA.KH.WR        | 30.079       | 36.418    | 0,8                                | Piet Adams (LPM)           |

## Stadtteile
- Stadtteil: Nennt den Stadtteil.

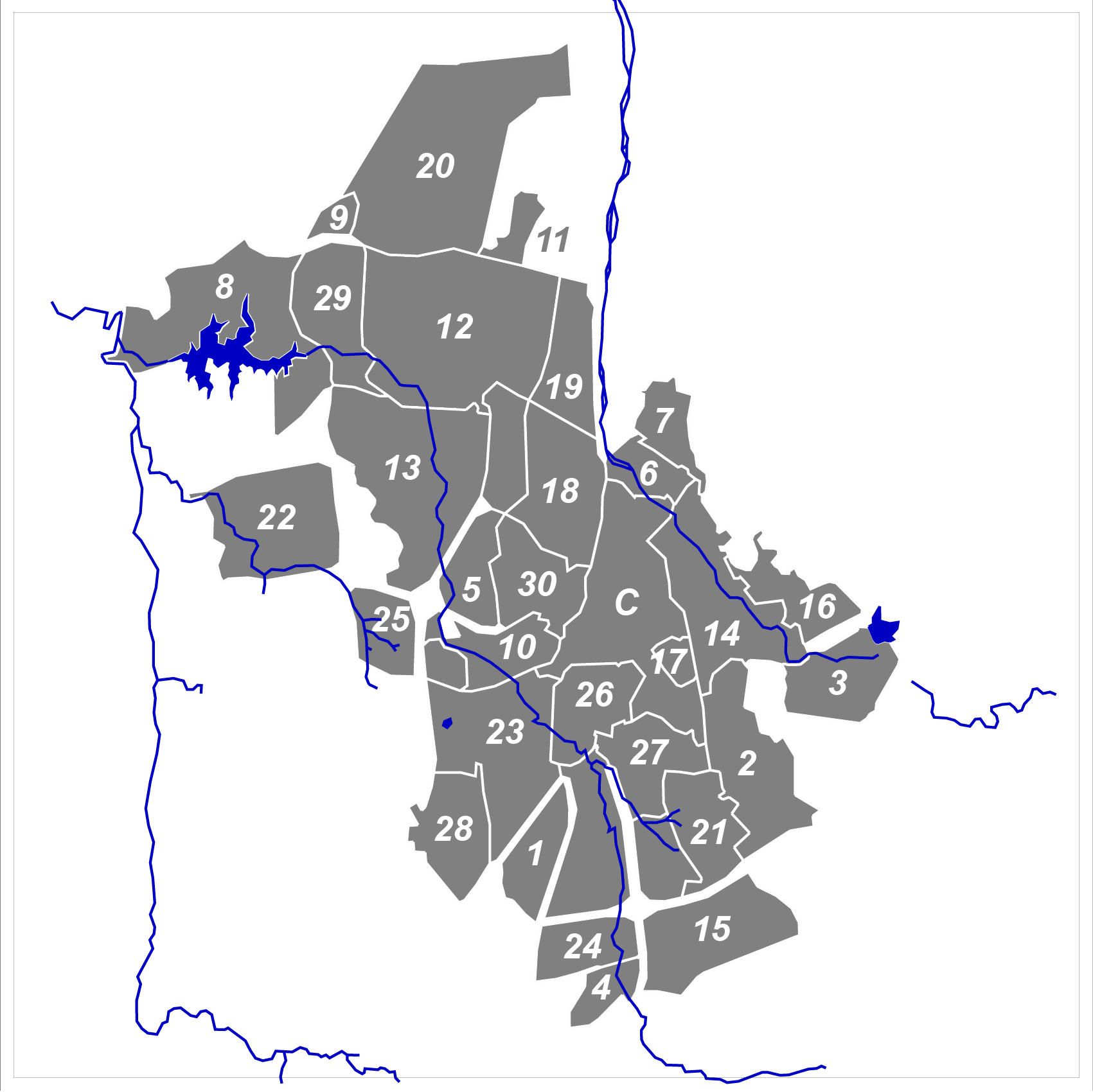
Karte von Windhoek

- Koordinaten: Nennt die Geokoordinaten, auf denen der Stadtteil liegt und mit deren Hilfe er sich auf einer Karte finden lässt. Diese sind über einen Link aufrufbar, der zu verschiedenen Anzeigemöglichkeiten führt.
- Karte: Veranschaulicht die Lage des Stadtteils im Stadtgebiet Windhoeks.

| Stadtteil                           | Koordinaten                 | Karte | Besonderes / Anmerkungen                                          | Foto                      |
| ----------------------------------- | --------------------------- | ----- | ----------------------------------------------------------------- | ------------------------- |
| Windhoek-Zentral                    | 22° 33′ 32″ S, 17° 4′ 57″ O |       | historisches und aktuelles Stadtzentrum                           | Supreme Court             |
| Windhoek-Academia                   | 22° 36′ 37″ S, 17° 4′ 10″ O |       | Akademisches Stadtviertel mit u. a. der Universität von Namibia   |                           |
| Windhoek-Auasblick                  | 22° 35′ 29″ S, 17° 6′ 4″ O  |       | Sitz des Staatshauses mit Regierung und Präsident                 | Staatshaus                |
| Windhoek-Brakwater                  | 22° 25′ 23″ S, 17° 3′ 11″ O |       | Farmähnliches Stadtviertel                                        |                           |
| Windhoek-Cimbebasia                 | 22° 37′ 55″ S, 17° 4′ 49″ O |       |                                                                   |                           |
| Windhoek-Dorado Park                | 22° 33′ 43″ S, 17° 3′ 55″ O |       |                                                                   |                           |
| Windhoek-Elisenheim                 | 22° 26′ 27″ S, 17° 4′ 56″ O |       | Neubaugebiet nördlich der eigentlichen Kernstadt                  |                           |
| Windhoek-Eros                       | 22° 33′ 1″ S, 17° 5′ 37″ O  |       |                                                                   |                           |
| Windhoek-Eros Park                  | 22° 32′ 23″ S, 17° 5′ 33″ O |       |                                                                   |                           |
| Windhoek-Finkenstein                | 22° 33′ 44″ S, 17° 13′ 8″ O |       | Neubaugebiet östlich der eigentlichen Kernstadt                   |                           |
| Windhoek-Goreangab                  | 22° 31′ 8″ S, 17° 1′ 15″ O  |       | Umgibt den Goreangab-Damm, den größten Stausee im Stadtgebiet     | Goreangab-Damm            |
| Windhoek-Hakahana                   | 22° 30′ 23″ S, 17° 2′ 24″ O |       |                                                                   |                           |
| Windhoek-Havana                     | 22° 30′ 11″ S, 17° 1′ 32″ O |       |                                                                   |                           |
| Windhoek-Hochland Park              | 22° 34′ 34″ S, 17° 4′ 7″ O  |       |                                                                   |                           |
| Windhoek-Lafrenz                    | 22° 30′ 19″ S, 17° 4′ 0″ O  |       |                                                                   |                           |
| Windhoek-Katutura                   | 22° 31′ 13″ S, 17° 3′ 20″ O |       | Historisch das Wohngebiet der schwarzen Bevölkerung               | Katutura                  |
| Windhoek-Khomasdal                  | 22° 32′ 38″ S, 17° 2′ 42″ O |       | Historisch das Wohngebiet der gemischten Einwohner                |                           |
| Windhoek-Klein Windhoek             | 22° 34′ 15″ S, 17° 6′ 6″ O  |       | Historisch eine eigene Stadt                                      | Klein Windhoek            |
| Windhoek-Kleine Kuppe               | 22° 37′ 8″ S, 17° 6′ 0″ O   |       |                                                                   | Kleine Kuppe              |
| Windhoek-Ludwigsdorf                | 22° 34′ 3″ S, 17° 6′ 34″ O  |       | Wohlhabendstes Wohngebiet der Stadt                               |                           |
| Windhoek-Luxushügel                 | 22° 34′ 36″ S, 17° 5′ 44″ O |       | Standort der drei Windhoeker Burgen                               | Henitzburg                |
| Windhoek-Nördliches Industriegebiet | 22° 31′ 42″ S, 17° 4′ 33″ O |       | Größtes Industriegebiet der Stadt                                 |                           |
| Windhoek-Okuryangava                | 22° 30′ 21″ S, 17° 3′ 22″ O |       |                                                                   |                           |
| Windhoek-Olympia                    | 22° 36′ 22″ S, 17° 5′ 55″ O |       | Zentrum des Sports in Namibia, u. a. mit dem Independence Stadium |                           |
| Windhoek-Omeya                      | 22° 51′ 26″ S, 17° 6′ 28″ O |       | 30 km südlich des Stadtkern gelegenes Golf-Estate                 |                           |
| Windhoek-Otjomuise                  | 22° 33′ 20″ S, 17° 1′ 26″ O |       |                                                                   |                           |
| Windhoek-Pionierspark               | 22° 35′ 39″ S, 17° 3′ 57″ O |       |                                                                   |                           |
| Windhoek-Prosperita                 | 22° 37′ 22″ S, 17° 4′ 54″ O |       | Gewerbegebiet am südlichen Stadtrand                              |                           |
| Windhoek-Rocky Crest                | 22° 34′ 26″ S, 17° 2′ 42″ O |       |                                                                   |                           |
| Windhoek-Shali Industrial           | 22° 24′ 57″ S, 17° 4′ 34″ O |       | Gewerbegebiet im Nordosten                                        |                           |
| Windhoek-Südliches Industriegebiet  | 22° 34′ 57″ S, 17° 4′ 57″ O |       | Größtes Gewerbegebiet im Stadtzentrum                             | Südliches Industriegebiet |
| Windhoek-Suiderhof                  | 22° 35′ 28″ S, 17° 5′ 39″ O |       |                                                                   |                           |
| Windhoek-Tauben Glen                | 22° 34′ 35″ S, 17° 3′ 19″ O |       |                                                                   |                           |
| Windhoek-Wanaheda                   | 22° 31′ 7″ S, 17° 2′ 21″ O  |       |                                                                   |                           |
| Windhoek-Nord                       | 22° 33′ 8″ S, 17° 4′ 43″ O  |       |                                                                   |                           |
| Windhoek-West                       | 22° 33′ 48″ S, 17° 4′ 31″ O |       |                                                                   |                           |